# Oskar Dahl
Oskar Vilhelm Dahl, född 12 mars 1902 i Lidköping i vid Vänern i Västergötland, död 18 september 1966 i Lidköping, var en svensk konstnär och mönstertecknare.
Oskar Dahl var målare och främst anlitad som mönstertecknare och dekoratör vid Lidköpings porslinsfabrik samt vid Rörstrands Porslinsfabrik 1943–1966.

## Biografi
Oskar Dahl var son till garvaregesällen Wilhelm Fritjof Johansson (senare Dahl) och Ida Paulina Augustdotter.

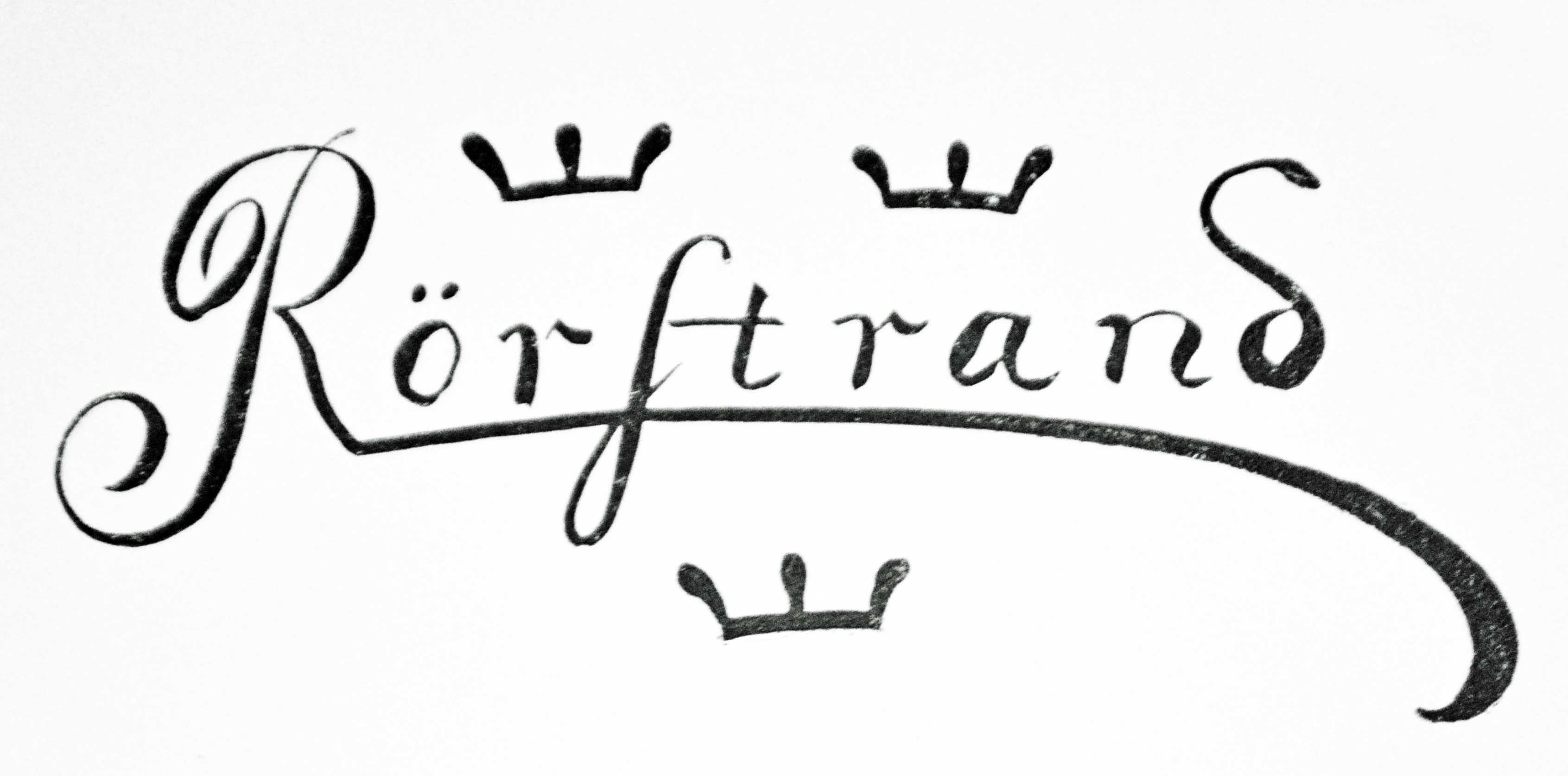
Rörstrands Porslinsfabriks stämpel.

Oskar Dahl studerade först på Aftonskolan i Lidköping innan han började på Slöjdföreningens skola i Göteborg. Kring 1925 reste han till Italien för vidare studier och försörjde sig genom att vara skribent för ett par svenska tidningar. När Oskar Dahl återvände till Sverige 1926 anställdes som dekortecknare på Kosta glasbruk i Ekeberga socken. Där stannade han till 1929.
Den 23 december 1929 gifte han sig med Lisa Bjerstedt (1906–1990), en flicka från Båstad. Paret träffades på Slöjdföreningens skola där Lisa studerade textil. Lisa och Oskar fick barnen Kathie (1934–2016, fosterdotter) och Lars (född 1937).
År 1943 börjar Oskar att arbeta på Lidköpings porslinsfabrik. Lidköpings porslinsfabrik tillverkade ett tunt högklassigt fältspatsporslin och specialiteten var kaffekoppar och kaffeserviser. Fabrikens främste formgivare var konstnären Einar Forseth (1892–1988), som på 1920-talet ritade flera sirliga dekorer huvudsakligen i svart och guld för Lidköpings porslinsfabrik.
Produktionen vid ALP, AB Lidköpings Porslinsfabrik, omfattade hushållsgods, främst mat-, te- och kaffeserviser men även konstobjekt i Rörstrands stil. Redan från 1920-talets början hade man vid Lidköpings porslinsfabrik haft ett visst samarbete med Rörstrands Porslinsfabrik. 1932 skedde ett samgående med Lidköpings Porslinsfabrik. Åren 1936–1939 flyttades hela Rörstrands tillverkning successivt över till Lidköping.
Konstnärlig ledare för porslinsföretagsgruppen Rörstrand-Lidköping-Arabia var under en kortare period, 1929–1930, keramikern och glas- och textilkonstnären Tyra Lundgren (1897–1979). I Paris öppnade Tyra Lundgren egen ateljé 1930 och hon återvände till Paris, där hon tidigare hade studerat för André Lhote. Lundgren var kopplad till Arabia Porslinsfabrik i Helsingfors i Finland under olika perioder 1924–1937 och anställd som konstnärlig ledare vid Rörstrand 1929–1930. Porslinsfabriken Arabia grundades 1874 som en filial till svenska Rörstrands Porslinsfabrik. På 1930-talet var Arabia Europas största porslinsfabrik. Rörstrands Porslinsfabrik grundades 1726 i Stockholm. Fabriken flyttades 1926 till Göteborg och 1940 till Lidköping. 
De första åren på Lidköpings porslinsfabrik arbetade Oskar Dahl tillsammans med Tyra Lundgren, som då var konstnärlig ledare för Rörstrands Porslinsfabrik. För Lidköpings porslinsfabrik tog Oskar Dahl och Tyra Lundgren tillsammans fram serien Craquelée. Det var ett konstgods med "falsk" krackelering med sprickbildningar i glasyren på keramiken.
År 1936 lämnade Oskar Dahl Rörstrands Porslinsfabrik. Med några års uppehåll arbetade Dahl under perioden 1939–1944 åter för Kosta glasbruk. År 1943 var han dock tillbaka vid Rörstrands Porslinsfabrik, där han stannade till sin död 1966.
Oskar Dahl målade främst dekorer på urnor, vaser och fat. Det var stads- eller landskapsmotiv, eller motiv för speciella ändamål. Han ritade bland annat en servisdekor för det svenska rederiet med trafik mellan Göteborg och Nordamerika, S.A.L., det vill säga Svenska Amerika Linien, och för Sveriges kvinnor, ett fackförbund som bildades 1928. Oskar Dahls föremål är signerade "Oskar Dahl", "O. Dahl" eller "OD".
Makarna Dahl är begravda på Norra begravningsplatsen i Lidköping.